# 100 mètres haies aux Jeux olympiques d'été de 1972
Navigation
Mexico 1968 Montréal 1976
L'épreuve du 100 mètres haies aux Jeux olympiques de 1972 s'est déroulée du 4 au 8 septembre 1972 au Stade olympique de Munich, en République fédérale d'Allemagne. Elle est remportée par l'Est-allemande Annelie Ehrhardt qui établit un nouveau record du monde en 12 s 59.
Le 100 mètres haies est disputé pour la première fois dans le cadre des Jeux olympiques, succédant au 80 mètres haies.

## Résultats

### Finale
| Rang               | Athlète            | Pays               | Temps   | Notes |
| ------------------ | ------------------ | ------------------ | ------- | ----- |
| Médaille d'or      | Annelie Ehrhardt   | Allemagne de l'Est | 12 s 59 | WR    |
| Médaille d'argent  | Valeria Bufanu     | Roumanie           | 12 s 84 |       |
| Médaille de bronze | Karin Balzer       | Allemagne de l'Est | 12 s 90 |       |
| 4                  | Pamela Ryan        | Australie          | 12 s 98 |       |
| 5                  | Teresa Nowak       | Pologne            | 13 s 17 |       |
| 6                  | Danuta Straszynska | Pologne            | 13 s 18 |       |
| 7                  | Annerose Krumpholz | Allemagne de l'Est | 13 s 27 |       |
| 8                  | Grazyna Rabsztyn   | Pologne            | 13 s 44 |       |

## Légende
Records et Performances
- AR : Record continental (area record)
- CR : Record des championnats (championship record)
- MR : Record du meeting (meet record)
- NR : Record national (national record)
- OR : Record olympique (olympic record)
- PR : Record paralympique (paralympic record)
- PB : Record personnel (personal best)
- SB : Meilleure performance personnelle de la saison (season's best)
- WL : Meilleure performance mondiale de l'année (world leader)
- WJR : Record du monde junior (world junior record)
- WR : Record du monde (world record)

Circonstances et Conditions
- DNF : N'a pas terminé (did not finish)
- DNS : N'a pas pris le départ (did not start)
- DQ : Disqualification (disqualification)
- NM : Aucun essai valable enregistré (No Mark)
- Q : Qualifié « directement » au prochain tour (ou à la prochaine compétition), lors d'une compétition majeure, grâce au classement ou à la réalisation des minima (automatic qualifier)
- q : Qualifié au prochain tour (ou à la prochaine compétition), lors d'une compétition majeure, grâce au repêchage ou à la réalisation de l'une des meilleures performances parmi celles des « non qualifiés directement » (grâce au meilleur temps ou à la meilleure distance par exemple) (secondary qualifier)